# Amt Alt Ruppin

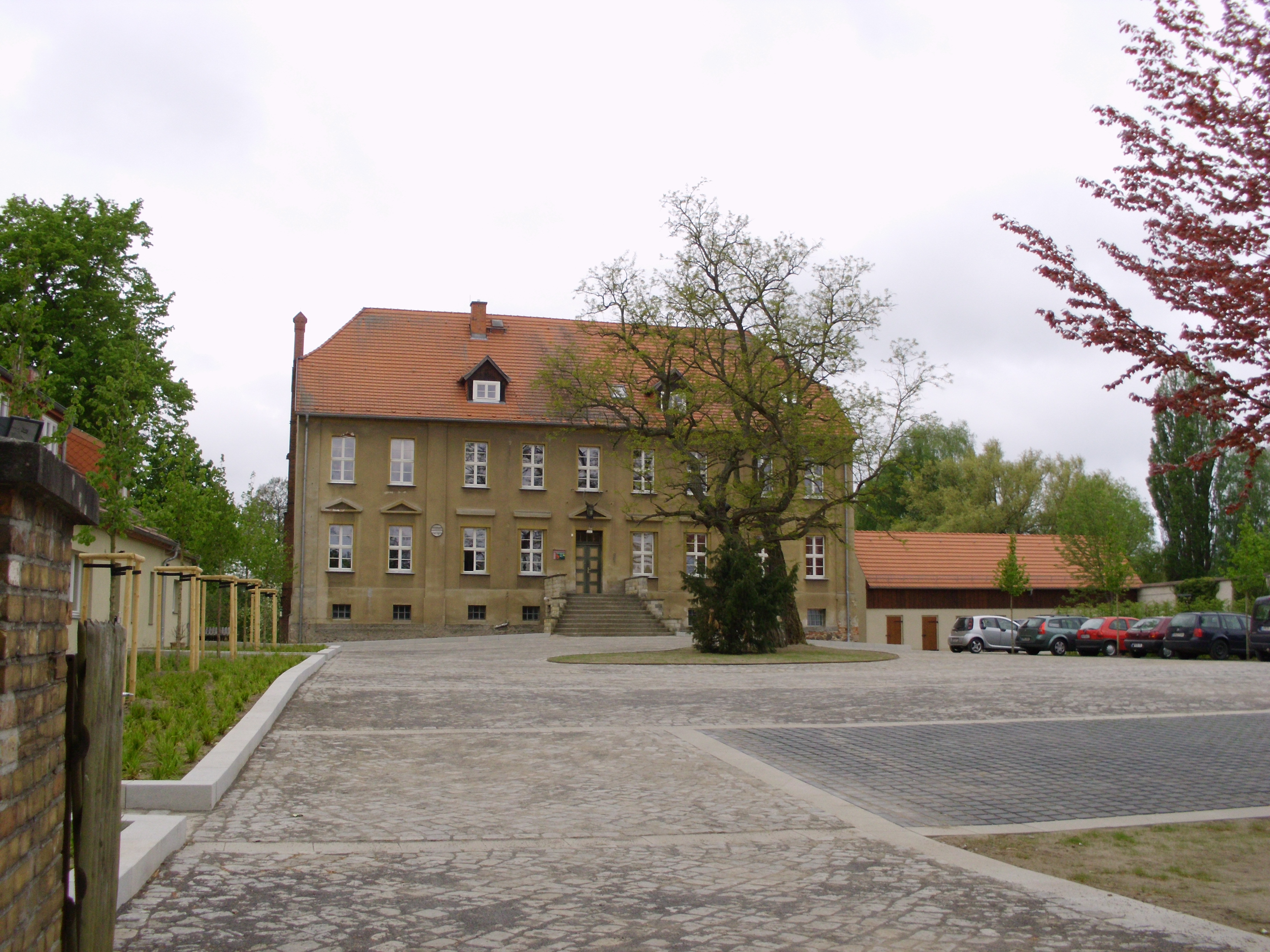
Das ehemalige Amtshaus (erbaut 1791). Sitz des Amtes Alt Ruppin. Friedrich-Engels-Straße 33a

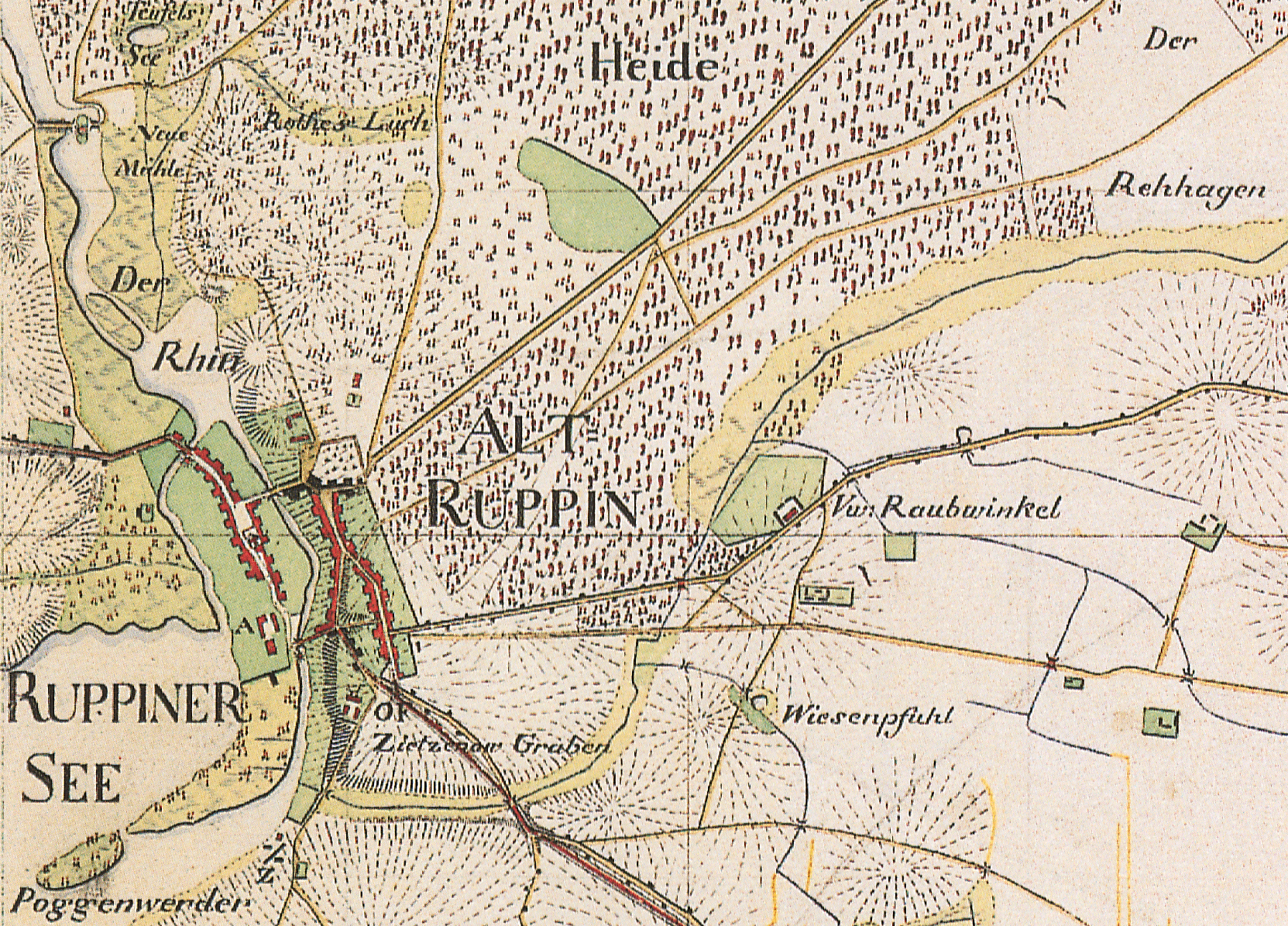
Alt Ruppin auf dem Urmesstischblatt 3043 Lindow von 1825. Der Gebäudekomplex des Amtes Alt Ruppin ist mit A gekennzeichnet.

Das Amt Alt Ruppin war ein kurfürstlich-brandenburgisches, später königlich-preußisches Domänenamt mit Sitz in der Stadt Alt Ruppin (Landkreis Ostprignitz-Ruppin, Brandenburg). Es entstand im Wesentlichen aus dem Hausbesitz der 1524 im Mannesstamm erloschenen Grafen von Lindow-Ruppin. Als erledigtes Lehen fiel es an den Kurfürsten von Brandenburg, der diesen Ruppinschen Hausbesitz in ein landesherrliches Amt umwandelte. Das Amt Alt Ruppin erhielt in der Folgezeit Teile des 1764 aufgelösten Amtes Lindow sowie später auch anderer aufgelöster Ämter. Das Amt Alt Ruppin selbst wurde 1872/4 aufgelöst.

## Geschichte
Das Amt Alt Ruppin bestand um 1800 im Wesentlichen aus zwei Besitzkomplexen, dem Hausbesitz der Grafen von Lindow-Ruppin und den Besitzungen des Klosters Lindow, die aber nicht im Ganzen an das Amt Alt Ruppin gingen, sondern auch zum Teil an das Amt Zechlin. Im Laufe der Geschichte gab es auch eine ganze Reihe kleinerer Veränderungen. Dörfer oder Besitzanteile wurden hinzu erworben oder auch in Erbpacht gegeben. Andere Orte wurden aus dem Amt gelöst und anderen Ämtern zugewiesen, oder das Amt erhielt wiederum Dörfer von anderen Ämtern zugewiesen.

### Die Herrschaft Ruppin und der Hausbesitz der Grafen von Lindow-Ruppin
Die Herrschaft Ruppin war ursprünglich kein Teil der Mark Brandenburg, sondern eine im Zuge des sogenannten Wendenkreuzzuges von 1147 entstandene, unabhängige Herrschaft. Sie war ursprünglich auf die Umgebung von Alt Ruppin beschränkt. Zwischen 1200 und 1220 konnte Gebhard von Arnstein aus dem Geschlecht der Arnsteiner Burg und Herrschaft Ruppin erwerben. Er war der Stammvater der Grafen von Lindow-Ruppin. Den Grafentitel hatten die Herren von Ruppin aber nicht von der Herrschaft Ruppin, die nie Grafschaft war, sondern von der Grafschaft Lindow nördlich von Zerbst. Wer die Vorbesitzer der Herrschaft Ruppin waren, lässt sich urkundlich nicht mehr festmachen. Den brandenburgischen Kurfürsten gelang es in der Folgezeit, die Oberlehensherrschaft über die Besitzungen der Grafen von Lindow-Ruppin zu erlangen. Unter der Oberlehensherrschaft der brandenburgischen Markgrafen konnten die Herren von Ruppin (und Grafen von Lindow) ihren Besitz im Lande Ruppin deutlich vergrößern; er ging zeitweise sogar deutlich über die Grenzen des heutigen Landes Ruppin hinaus. Als 1524 Wichmann, der letzte Graf von Lindow-Ruppin im Alter von nur 24 Jahren und ohne Erben starb, fiel die Herrschaft Ruppin an den brandenburgischen Kurfürsten Joachim I. Die Grafschaft Lindow war bereits 1457 auf Wiederkauf an die Fürsten Adolph und Albert von Anhalt-Zerbst veräußert worden. Der Rückkauf seitens des brandenburgischen Kurfürsten scheiterte jedoch, und die Grafschaft Lindow verblieb beim Fürstentum Anhalt-Zerbst als brandenburgisches Lehen.
Im Verlauf der Geschichte der Herrschaft Ruppin gelangten viele Dörfer und herrschaftliche Rechte in den Besitz von Lehensleuten der Herren von Ruppin, nur ein kleinerer Teil verblieb im direkten Besitz der Herren von Ruppin, der sogenannte Hausbesitz. Dieser Hausbesitz kam 1524 in den direkten Besitz des brandenburgischen Kurfürsten Joachim I., der ihn in ein landesherrliches Amt umwandelte, das Amt Ruppin, das später meist konsistent Amt Alt Ruppin genannt wurde.

### Kloster Lindow
Das Kloster Lindow wurde vermutlich um 1230 von Graf Gebhard I. von Lindow gegründet. Die Ordenszugehörigkeit dieses Nonnenklosters ist nicht gesichert. Urkunden zur Geschichte des Klosters haben sich nur wenige erhalten, da das Klosterarchiv bei der Zerstörung des Klosters 1638 durch kaiserliche Truppen in Flammen aufging und komplett vernichtet wurde. Einen Überblick über die Besitzungen des Klosters gibt das von Wolfgang Redorffer im Auftrag des Kurfürsten Joacim I. angefertigte Register des Landes Ruppin von 1525. 1541 wurde das Kloster von einer Kommission visitiert; der Konvent nahm die evangelische Kirchenordnung an. Für die Vermögensverwaltung des Klosters war der Probst zuständig. Als der letzte Probst Johannes Fischer 1542 starb, wurde das Amt nicht neu besetzt. Kurfürst Joachim entzog dem Konvent fast sämtliche Klostergüter und verpfändete sie für 9.000 Gulden an Johann von Arnim. Der Pfandinhaber musste jedoch für einen angemessenen Lebensunterhalt der Nonnen sorgen. Der Konvent blieb bestehen, die Zahl der Konventualinnen verringerte sich jedoch von 36 auf 16 Nonnen. Ein kleiner Teil der früheren Klosterbesitzungen verblieb der nun Stift Lindow genannten Institution. Im Dreißigjährigen Krieg wurde das Kloster zerstört. Die Ruinen wurden später als Baumaterial genutzt. Im weiteren Verlauf der Geschichte verringerte sich die Zahl der Stiftsdamen weiter.

### Zugehörige Orte
Das Amt Alt Ruppin war ein vergleichsweise großes landesherrliches Amt. In der frühen Neuzeit waren die Besitz- und Hebungsrechte in den Dörfern der damaligen Zeit entsprechend häufig stark zersplittert, und das Amt hatte nur einen Teilbesitz. Die Zusammenstellung folgt hier im Wesentlichen Bratring (1799), dem Ortschaftsverzeichnis von 1817, der Topographischen Uebersicht von 1841 mit weiteren Ergänzungen aus dem Historischen Ortslexikon.
- Altfriesack (Alt Friesack, Fischerdorf und Wassermühle). Das Dorf war im Vollbesitz der Grafen von Lindow-Ruppin. Die Wassermühle kam allerdings erst später in den Besitz des Amtes.
- Altlüdersdorf (Ortsteil der Stadt Gransee). siehe Lüdersdorf
- Alt Ruppin (Amtssitz-Vorwerk). Hier war der Sitz des Amtes Alt Ruppin.
- Arstede. Das mittelalterliche Dorf war 1525 eine wüste Feldmark im Besitz des Amtes. Das Dorf lag etwa hier , westlich des Möllensees.
- Banzendorf (Dorf) (heute ein Ortsteil der Stadt Lindow (Mark)). Das Dorf war geteilt. Ein Teil gehörte schon den Herren von Ruppin (Gerichtsherrschaft), nach deren Aussterben dem Amt Alt Ruppin, der andere Teil gehörte schon vor 1423 dem Kloster Lindow (Grundherrschaft) und nach dessen Säkularisation 1542 dem Amt Lindow. 1764 bei der Auflösung des Amtes Lindow wurde es dem Amt Zechlin zugeteilt. 1846 ging dieser Teil an das Amt Alt Ruppin.
- Basdorf. Das mittelalterliche Dorf fiel früh wüst. Die wüste Feldmark gehörte schon 1524 zur Herrschaft Ruppin bzw. ab 1525 zum Amt Alt Ruppin. 1751 wurde eine Glashütte auf der wüsten Feldmark erbaut, aus dem das heutige Dorf entstand. Das Schmettausche Kartenwerk verzeichnet hier neben einer Grünen Glashütte eine Porcellain Fabrique. Basdorf wurde 1844 vom Amt Alt Ruppin abgetrennt und dem Amt Zechlin zugewiesen, bei dem es bis zur Auflösung des Amtes verblieb.
- Baumgarten. Schon vor 1530 gehörte die Große Mühle im Ort dem Kloster Lindow, ab 1542 dem Amt. Lindow. Bei der Auflösung des Amtes Lindow wurde die Große Mühle oder auch Amtsmühle genannt, dem Amt Alt Ruppin zugewiesen.
- Bechlin (Dorf und Gut). Das Dorf Bechlin gehörte zum Hausbesitz der Grafen von Lindow-Ruppin und kam auf diesem Weg an das Amt Alt Ruppin. Daneben gab es noch einen adligen Rittersitz. Auch andere Adlige und kirchliche Institutionen hatten Besitz im Ort.
- Berkholzgrund, Teerofen. Existiert nicht mehr, lag etwa hier (). Das Schmettausche Kartenwerk verzeichnet hier einen Teerofen. Im Urmesstischblatt 3144 Löwenberg von 1840 ist der Ort als Unterförsterei verzeichnet. Im Mittelalter stand hier ein Dorf, das 1459 als wüst bezeugt ist. 1706 sollte dort ein kleines Vorwerk angelegt werden. Um 1800 gab es hier einen Teerofen, der bis mindestens 1840 existierte. 1860 ist hier ein Forsthaus belegt. Das Areal gehörte ursprünglich zum Amt Oranienburg und kam 1834 zum Amt Alt Ruppin.
- Binenwalde (Bienenwalde, Kolonie und Erbzinsvorwerk). 1753 wurde auf einem Teil der Feldmark Braunsberg, zum Amtsgebiet des Amtes Alt Ruppin gehörig, um den schon bestehenden Kalkofen eine Kolonie für acht Büdner angelegt.
- Boltenmühle (Wasser-, Mahl- und Schneidemühle). 1720 ließ Kaufmann Bolte hier auf Amtsgebiet eine Mahl- und Schneidemühle errichten.
- Braunsberg (Dorf) (heute ein Ortsteil der Stadt Rheinsberg). Das mittelalterliche Dorf war vor 1525 wüst gefallen. Es wurde bis 1540 wieder aufgebaut und ist in diesem Jahr als „neues Dorf“ bezeugt. Im Dreißigjährigen Krieg fiel das Dorf ein zweites Mal wüst und wurde erst 1699 durch Pfälzer Kolonisten wieder besiedelt. Das Dorf gehörte zu Ende des Mittelalters der Familie v. Lohe zu Wustrau. 1696 verkauften sie die damals noch wüste Feldmark, die aber schon von den Bauern der Nachbardörfer genutzt wurde, an das Amt Alt Ruppin. 1764 wurde das Dorf an das Amt Zechlin überwiesen.
- Briesen (heute im Rheinsberger Ortsteil Zühlen aufgegangen). Das mittelalterliche Dorf fiel im 14./15. Jahrhundert wüst. Das Historische Ortslexikon identifiziert das Dorf mit Fragezeichen mit dem nördlich zwischen dem Ortskerns von Zühlen und dem Schulzensee liegenden Runddorf.
- Buberow (heute ein Ortsteil der Stadt Gransee). Das Dorf war schon vor 1438 in den Besitz des Klosters Lindow gekommen. 1542 wurde das Kloster säkularisiert und die Klosterbesitzungen kamen zum Amt Lindow. Anfang 1765 wurde es nach Auflösung des Amtes Lindow in das Amt Zehlendorf (bzw. nach dessen Umbenennung in das Amt Friedrichsthal) eingegliedert, und 1819 nach Auflösung des Amtes Friedrichsthal wurde es dem Amt Alt Ruppin zugeordnet. 1846 trat das Amt Alt Ruppin den Ort an das Amt Zehdenick ab.
- Buchholz. Das im 13. Jahrhundert angelegte Dorf fiel wohl im 14./15. Jahrhundert wüst. 1524 gehörte die wüste Feldmark den von Lohe zu Wustrau und Braunsberg. Vor dem Dreißigjährigen Krieg wurde die Feldmark z. T. noch bewirtschaftet, bewaldete sich dann völlig; 1662 war sie völlig mit Holz und Büschen bewachsen. 1696 verkauften die von Lohe die Feldmark an das Amt Alt Ruppin. 1701 war die Feldmark z. T. wieder geräumt und wurde von Bauern aus Braunsberg genutzt. 1764 wurde sie dem Amt Zechlin überwiesen.
- Dabergotz (Dorf und Vorwerk). Schon 1463 besaßen hier die Grafen von Lindow-Ruppin die Hälfte des Gerichts und die Hälfte des Patronats. Die andere Hälfte blieb in Adelsbesitz, besaß hier seit dem 15. Jahrhundert das halbe Gericht, nach 1705 wurde auch die andere Hälfte der Gerichte und des Patronats erworben. Ein großer Anteil mit einem Rittersitz verblieb in Adelsbesitz.
- Dammkrug (Gemeindeteil vom Ortsteil Langen der Gemeinde Fehrbellin). Schon das Urmesstischblatt 3142 Fehrbellin verzeichnet hier einen Krug, der nach seiner Lage am Fehrbelliner Damm durch und über das Rhinluch schon Dammkrug genannt wurde. Er zinste dem Amt Alt Ruppin.
- Darritz (Dorf). Das Dorf wurde 1654 von den v. Rohr zum Amt Alt Ruppin erworben.
- Dierberg (1817: Dorf) (heute ein Ortsteil der Stadt Rheinsberg). Das Dorf war schon vor 1423 im Besitz des Klosters Lindow. Mit dessen Säkularisation kam es 1542 an das Amt Lindow, 1764 an das Amt Zechlin. 1844 wurde es vom Amt Zechlin abgetrennt und dem Amt Alt Ruppin zugewiesen.
- Dossmannsofen (Etablissement). Schon vor 1717 wurde hier auf Amtsgebiet ein Teerofen angelegt. Der Teerofen ging nach 1825 ein, er ist noch auf dem Urmesstischblatt 3140 von 1825 verzeichnet.
- Eggersdorf bzw. Försterei Eggersdorf, letztere existiert nicht mehr (lag hier ). Das mittelalterliche Dorf war bis spätestens 1525 wüst gefallen; in diesem Jahr ist es als wüste Feldmark bezeugt. Die Feldmark wurde jedoch zur Schafweide und z. T. auch als Acker genutzt. 1728 wurde ein Gesuch zum Wiederaufbau des Dorfes gestellt, das jedoch abgelehnt wurde, da hier ein gutes Holzrevier war. Bis 1856 war hier ein Forsthaus gebaut worden.
- Fischerwall (Etablissement und Zollhaus). Schon 1698 stand hier ein baufälliges Häuschen, 1800 auch Fischerhaus genannt. 1800 und 1817 war hier auch eine (Neben-)Zollstelle. 1846 wurde die Lokalität an das Amt Zehdenick abgegeben.
- Frankendorf (Kolonie und Erbpachtsvorwerk). Das während der deutschen Ostsiedlung angelegte Dorf fiel früh wieder wüst, war im 16. Jahrhundert eine wüste Feldmark, die zum Amt Alt Ruppin gehörte. Daneben hatte auch eine Adelsfamilie Hebungen von der Feldmark, die 1680 an das Amt verkauft wurden. 1541 wurde die Feldmark von der Gemeinde Katerbow genutzt, 1590 von der Schäferei des Vorwerks Storbeck. Nach dem Dreißigjährigen Krieg war die Feldmark völlig bewaldet. Schon vor 1733 war dort ein Vorwerk angelegt worden. 1753 wurden sechs Kolonisten aus Mecklenburg angesetzt, die sozusagen das heutige Dorf Frankendorf begründeten.
- Fristow (Theerofen) (Wohnplatz im Ortsteil Krangen der Stadt Neuruppin). Das mittelalterliche Dorf war im 14./15. Jahrhundert wüst gefallen, 1525 ist es als wüste Feldmark dokumentiert. Die wüste Feldmark gehörte zu vier Fünfteln zum Amt Alt Ruppin. Ein Fünftel des Ackers wurde jedoch von der Gemeinde Zermützel genutzt. Während des Dreißigjährigen Krieges bewaldete sich die Feldmark fast völlig. Noch vor 1719 war ein Teerofen auf dem Amtsanteil der Feldmark angelegt worden.
- Ganzer. Der Ort kam über die Grafen von Lindow an das Amt Alt Ruppin. 1525 gehörten drei Viertel des Straßengerichts der Herrschaft, ein Viertel gehörte den von Wuthenow. 1654 vertauschte der Fiskus seinen Anteil an Ganzer gegen Anteile der von Rohr in Katerbow.
- Glambeck (heute ein Ortsteil der Gem. Löwenberger Land). 1348 war Glambeck noch ein Dorf, fiel bald darauf wüst und wurde nicht wieder besiedelt. 1574 wurde die wüste Feldmark von den Bauern der Nachbarorte genutzt. Die Feldmark gehörte schon vor 1530 dem Kloster Lindow und kam 1542 zum Amt Lindow. Die Feldmark wurde 1690 mit 10 schweizerischen Familien besetzt und das Dorf wieder aufgebaut. Nach der Auflösung des Amtes Lindow 1765 wurde es dem Amt Zehlendorf (später Amt Friedrichsthal genannt) angegliedert. Bei der Auflösung des Amtes Friedrichsthal kam Glambeck 1819 zum Amt Alt Ruppin.
- Gnewikow (Ortsteil der Stadt Neuruppin). Schon vor 1532 bis 1718 gehörte das Lehnschulzengut zum Amt Alt Ruppin. 1718 wurde es an die von Woldeck verkauft.
- Gnitzdorf. Das im Zuge der deutschen Ostsiedlung entstandene Dorf war vielleicht noch bis 1459 besetzt. 1525 ist es als wüste Feldmark belegt. Schon um 1550 nutzten die Bauern von Zabelsdorf die Feldmark zur Hütung. Um 1700 wurde eine Ziegelscheune errichtet. Anfang des 19. Jahrhunderts wird auf der Feldmark das Vorwerk Wentow (Ortsteil der Stadt Gransee) angelegt.
- Gottberg. Bis 1538 hatte hier das Amt, vorher die Herrschaft Ruppin, drei Zweihufenbauern, einen Dreihufenbauern und das Gericht. Es wurde an die von Quitzow verkauft. 1802 ging der Besitz der Quitzows an das Amt Havelberg über. 1821 wurde Gottberg dem Amt Alt Ruppin zugeteilt. Ein kleinerer Teil verblieb aber in Adelsbesitz.
- Grieben (heute ein Ortsteil der Gemeinde Löwenberger Land). Das Dorf gehörte schon vor 1438 zum Kloster Lindow. 1542 bis 1765 wurde es vom Amt Lindow verwaltet, 1765 kam es zum Amt Zehlendorf. Nach Auflösung des Amtes Friedrichsthal 1819 wurde es dem Amt Alt Ruppin zugeordnet.
- Großmutz (Ortsteil der Gem. Löwenberger Land). Guntherus, Olricus, Adolfus und Borchardus Grafen von Lindow verkauften 1323 das Dorf „Wendisch Mutz“ an das Kloster Zehdenick.[4] Im selben Jahr überließ auch Otto v. Redern sein Angefälle in Großmutz dem Kloster Zehdenick.[5] 1541 kam es zum Amt Zehdenick. 1671 wurde es vom Amt Zehdenick in das Amt Oranienburg umgegliedert. 1834 wurde es aus dem Amt Oranienburg wieder ausgegliedert und dem Amt Alt Ruppin angeschlossen.
- Grünhof (auf Gemarkung Hindenberg). Existiert nicht mehr (Lage: )
- Grundmühle (Mahl- und Sägemühle). Die frühere Grundmühle und heutige Wohnplatz Grundmühle in der Gemeinde Löwenberger Land liegt ca. 2,3 Kilometer nordwestlich des Ortskerns von Teschendorf bzw. knapp drei Kilometer südöstlich von Linde. Sie war bis 1654 im alleinigen Besitz der von Redern zu Beetz. In diesem Jahr verkauften sie die Hälfte der Grundmühle an das Amt Oranienburg. 1834 wurde dieser Besitzanteil an das Amt Alt Ruppin übertragen.
- Gühlen (Kolonie und Erbpachtsvorwerk). Gühlen gehörte bis 1542 dem Kloster Lindow und kam nach der Säkularisation des Klosterbesitzes zum Amt Lindow. 1764 wurde dieses Amt aufgelöst und Gühlen an das Amt Alt Ruppin angeschlossen. Das Erbzinsgut wurde verpachtet.
- Gühlitz. Das mittelalterliche Dorf war im 14./15. Jahrhundert wüst gefallen (Lage etwa hier: ). Die Gerichte, das Patronat, Krug und Schulzengut gehörten zum Kuleschen Gut in Walsleben. Die Dorfstätte und Feldmark gehörte zur Hälfte dem Amt Alt Ruppin, 1691 konnte das Amt auch die andere Hälfte erwerben. 1718, 1737 und 1742 wurden Gesuche zum Wiederaufbau des Dorfes wegen des guten Holzbestandes abgelehnt. Im 16. Jahrhundert wurde die Feldmark als Schafweide genutzt. Im 18. Jahrhundert siedelte sich hier ein Teerschweler an, der auch Ackerflächen für seinen Bedarf räumte. Der Teerofen ging in der 1. Hälfte des 19. Jahrhunderts ein (Dossmannsofen).
- Gutengermendorf. Der Ort gehörte schon zum Hausbesitz der Grafen von Lindow, die im Ort aber nur die Gerichtsbarkeit hatten. Grundherr war das Kloster Zehdenick, dem Dienste und Pachten zustanden. 1664 kam der Ort zunächst pfandweise, später erblich an die Herrschaft Liebenberg.
- Herzberg (Dorf). Herzberg, heute Herzberg (Mark), gehörte im Mittelalter zum Kloster Lindow. Nach der Säkularisation entstand aus dem Klosterbesitz das Amt Lindow. Herzberg kam bei der Auflösung dieses Amtes 1764 an das Amt Alt Ruppin.
- Hindenberg (Koloniedorf) (heute ein Ortsteil der Stadt Lindow (Mark)). Das ursprünglich zum Kloster Lindow gehörige Dorf wurde nach der Aufhebung des Klosters vom Amt Lindow verwaltet. 1764 kam es zunächst an das Amt Zechlin, 1846 wurde es dem Amt Alt Ruppin zugeteilt.
- Kagar (1817: Dorf) (heute ein Ortsteil der Stadt Rheinsberg). Das Dorf gehörte noch bis 1524 zum unmittelbaren Besitz der Herren von Ruppin bzw. der Herrschaft Ruppin. Aus diesem unmittelbaren Besitz der Herren von Ruppin wurde 1524 das Amt Alt Ruppin gebildet. 1764 wurde der Ort dem Amt Zechlin zugeordnet.
- Kahleheide. Ob die Kahleheide die Feldmark eines untergegangenen mittelalterlichen Dorfes war, ist unsicher. 1525 gehörte sie zum Alt Ruppin. In der Heide waren etliche Äcker geräumt, die mit Bauerndiensten der umliegenden Amtsdörfer bewirtschaftet wurden. Die Kahleheide wurde nicht wieder besiedelt.
- Karwe. Schon vor 1590 besaß hier das Amt Alt Ruppin einen Dreihufenhof und einen zwei Hufenhof. 1605 wurde der Anteil an die von Kötteritz verkauft, die im Ort einen Wohnhof hatten.
- Katerbow. Bereits die Grafen von Lindow hatten hier das Gericht, Patronat und Hebungen von einigen Bauern. 1524 kam dieser Anteil an das Amt Alt Ruppin. Bis 1654 kauften das Amt weitere Adelsanteile hinzu. 1654 vertauschten Joachim und Kaspar von Rohr ihren Anteil an Katerbow gegen die Hälfte von Ganzer. Noch im selben Jahr verkaufte der Kurfürst Katerbow, das ihm nun ganz gehörte, an die von Falkenberg.
- Keller (Dorf). Das Dorf Keller gehörte im ausgehenden Mittelalter zum Kloster Lindow, nach dessen Säkularisation 1542 zum Amt Lindow. Mit der Auflösung des Amtes Lindow fiel Keller an das Amt Alt Ruppin.
- Kerzlin (Dorf und Gut). Das Dorf war zum Teil Hausbesitz der Grafen von Lindow-Ruppin (Gericht, Patronat); ihnen gehörte der Erbschulzenhof, 13 Bauernhöfe und 10 Kossätenhöfe. Daneben gab es noch einen Adelsanteil und ein adliges Rittergut. Der kleine Adelsanteil kam 1687 an das Amt Alt Ruppin, während das Rittergut in Adelsbesitz blieb.
- Klausheide (Wohnplatz von Neuruppin). 1590 bezahlten zwei Bürger von Alt Ruppin sowie der Pfarrer und der Schulze von Schönberg Wiesenzins von der Klausheide. Das bedeutet, dass ein Teil der Heide beräumt war. 1839 wurde in der Klausheide eine Unterförsterei errichtet, die dem Amt bzw. der Oberförsterei Alt Ruppin unterstellt war.
- Kleinwoltersdorf (heute zusammengefasst zu Wohnplatz Woltersdorf der Gemeinde Märkisch Linden). Das mittelalterliche Dorf fiel im 14./15. Jahrhundert wüst. Später war die Feldmark in zwei Hälften geteilt. Schon 1580 standen auf der einen Hälfte eine Schäferei, ein Viehhof und ein Wohnhof der von Kule. Der andere Teil gehörte zum Amt Alt Ruppin. 1753 wurde die Amtshälfte an das Gut Wahlendorf verkauft. Heute Woltersdorf 8,8A,9 im Ortsteil Darritz-Wahlendorf.
- Klosterheide (Dorf). Ob die heutige Siedlung eine mittelalterliche Vorgängersiedlung hatte, ist fraglich. Ende des 16. Jahrhunderts nutzten drei Bauern aus Lindow Plätze bzw. Heueracker auf der Klosterheide. 1691 wurde es als Schafweide genutzt. 1691 siedelten sich fünf Schweizer Kolonisten und der Kuhhirte hier an und begründeten den heutigen Ort. Der Name lässt darauf schließen, dass das Gebiet (oder die wüste Feldmark?) dem Kloster Lindow gehörte, dessen Besitz 1542 säkularisiert wurde. Mit der Auflösung des Amtes Lindow kam Klosterheide 1764 an das Amt Alt Ruppin.
- Königstädt, Dorf 1951 umbenannt in Wolfsruh. Das im Zuge der deutschen Ostsiedlung im 12./13. Jahrhundert gegründete Dorf Königstädt wurde im ausgehenden Mittelalter Wüstung; 1525 ist es als wüste Feldmark belegt. Der Ort bzw. die Feldmark gehörte zur Hälfte zum Hausbesitz der Grafen von Lindow-Ruppin. Sie ging 1525 an das Amt Alt Ruppin über. Ein Viertel der Feldmark gehörte den von der Gröben auf Meseberg, die ihren Teil 1580 an das Amt Alt Ruppin verkauften. Ein Viertel der Feldmark gehörte der Familie von Zernikow, die ihren Anteil erst 1712 an das Amt Alt Ruppin verkauften. Bis 1723 hatte das Heiliggeist-Hospital die Abgaben von zwei Hufen aus dem Dorf bzw. der Feldmark; 1723 fiel dieser Anteil ebenfalls an das Amt Alt Ruppin. 1700 wurden vier Schweizer-Familien auf der Feldmark angesetzt, die das neuzeitliche Dorf begründeten.
- Kraatz (Dorf). Das Dorf Kraatz gehörte zum Hausbesitz der Grafen von Lindow-Ruppin und kam auf diesem Weg an das Amt Alt Ruppin, 1846 wurde der Ort an das Amt Zehdenick abgegeben.
- Kramnitz, Wassermühle (heute Wohnplätze Kramnitzmühle) und Kramnitz im Ortsteil Klosterheide der Stadt Lindow (Mark). Das mittelalterliche Dorf Kramnitz war im 14./15. Jahrhundert wüst gefallen. 1525 ist es als wüste Feldmark bezeugt. Lediglich die Mühle blieb bestehen. Die Mühle (und vermutlich auch schon das Dorf) war Besitz des Klosters Lindow und kam so 1542 an das Amt Lindow und in der Folge 1764 an das Amt Alt Ruppin.
- Krangen (Dorf). Der Ort war alter Besitz des Klosters Lindow und kam 1764 über das Amt Lindow an das Amt Alt Ruppin.
- Crangensche Brücke, Unterförsterei Existiert nicht mehr (lag hier ). 1737 existierte hier bereits eine Hegemeisterei des Amtes Alt Ruppin. 1879 wurde die Försterei aufgegeben und stattdessen die Försterei Fristow angelegt.
- Kunsterspring (Wasser-, Mahl-, Schneide- und Lohmühle). Das mittelalterliche Dorf Kunst wurde 1358 von den Leuten des Grafen von Ruppin zerstört und vermutlich nicht mehr aufgebaut. 1541 ist Kunst als Wüstung bezeugt; die Feldmark wurde aber von der Gemeinde Katerbow genutzt. Schon vor 1574 gehörte sie zum Amt Alt Ruppin. Im Dreißigjährigen Krieg bewaldete sich die Feldmark wieder. 1750 wurde auf der Feldmark eine Wassermühle angelegt, aus der sich der heutige bewohnte Gemeindeteil der Stadt Neuruppin entwickelte.
- Langen (Ortsteil der Gemeinde Fehrbellin). Der Ort war überwiegend in Adelsbesitz, ein Teil gehörte der Stadt Neuruppin. Lediglich die Dienste der Bauern standen dem Amt Alt Ruppin zu.
- Lichtenberg (Dorf). Das Dorf gehörte zum Besitz des Klosters Lindow und kam über das Amt Lindow 1764 an das Amt Alt Ruppin.
- Linde (Dorf und Vorwerk mit Schäferei). 1655 verkauften die Erben des 1654 verstorbenen Otto von Redern drei Viertel des Dorfes an das Amt Oranienburg.[6] 1834 wurde dieser Besitzanteil an das Amt Alt Ruppin überwiesen.
- Lindow (Vorwerk). Die Stadt Lindow (Mark) war Mediatstadt und gehörte dem Kloster Lindow. Es kam in der Folge 1542 an das Amt Lindow und 1764 an das Amt Alt Ruppin. Seit 1810 hatte die Stadt die städtische Polizeigewalt. Ausgenommen davon war das Amtsvorwerk, das zu Erbpacht gegeben wurde.
- Linow (Ortsteil der Stadt Rheinsberg). Das Dorf gehörte vor 1591 zur Hälfte den von Gadow auf Protzen und dem Amt Alt Ruppin. 1591 kam auch die andere Hälfte zum Amt. 1764 wurde Linow an das Amt Zechlin überwiesen.
- Ludwigsaue (Neukammer, Theerofen) (Gemeindeteil der Stadt Kremmen). Der Ort wurde 1753/4 auf der wüsten Feldmark Neukammer, die 1656 vom Amt Alt Ruppin zum Amt Oranienburg verlegt worden war, neu angelegt. Dort bestand bereits seit 1719 ein Teerofen. 1834 wurde es wieder in das Amt Alt Ruppin eingegliedert.
- Lüdersdorf, Dorf (heute Altlüdersdorf und Neulüdersdorf). Das Dorf bzw. nachher die Feldmark war Hausbesitz der Grafen von Lindow-Ruppin und gehörte danach zum Amt Alt Ruppin. Das mittelalterliche Dorf war 1422 und 1429 von mecklenburgischen Rittern und deren Gefolge ausgeraubt worden. Vermutlich wurde der Ort dabei so geschädigt, dass er aufgegeben wurde. 1525 ist Lüdersdorf eine wüste Feldmark (ohne Dorf), die vom Amt mit Hilfe von Pflugdiensten von Bauern anderer Amtsdörfer bewirtschaftet wurde. 1537 wurde auf der Feldmark ein Vorwerk errichtet. 1691 wurde das Vorwerk in ein Dorf umgewandelt. Zwölf Schweizer Familien wurden an der alten Dorfstelle angesetzt. 1827 wird der nördliche Teil der Feldmark abgetrennt und zur Anlage von 21 Einzelgehöften bestimmt. Bis 1846 sind aber erst 12 Wohnhäuser entstanden. Die Siedlung wurde Neulüdersdorf genannt, während sich für Lüdersdorf die Benennung Altlüdersdorf durchsetzte. 1846 wurden Alt- und Neulüdersdorf an das Amt Zehdenick abgetreten.
- Lukow (existiert nicht mehr). Das mittelalterliche Dorf war 1525 eine Wüstung, deren Acker von einem Kersten Nie zu Alt Ruppin, die Wiesen und Holzung vom Amt Alt Ruppin genutzt wurde. 1654 ist die Feldmark wieder völlig bewachsen. Das Dorf wurde nicht wieder aufgebaut (Lage nach dem Historischen Ortslexikon etwa hier: ).
- Manker (Dorf und Gut). Das Dorf gehörte zum größten Teil bereits den Grafen von Lindow-Ruppin, später dem Amt Alt Ruppin. Ein kleinerer Teil mit dem Rittersitz mit zwei Hufen und Hebungen von fünf Bauernhöfen war in adligen, später auch bürgerlichen Besitz geblieben.
- Mohnhorst. Das ehemalige Lehnschulzengut wurde schon vor 1817 vom Amt Oranienburg auf Rüthnicker Feldmark angelegt. 1834 kam es zusammen mit Rüthnick an das Amt Alt Ruppin.
- Molchow (Dorf). Molchow war Hausbesitz der Grafen von Lindow-Ruppin, und später im Besitz des Amtes Alt Ruppin. Die Hebungen von einigen Bauern gingen an Adelsgüter in der weiteren Nachbarschaft.
- Nabelsdorf. Das mittelalterliche Dorf fiel im 14./15. Jahrhundert wüst und wurde nicht wieder aufgebaut. Lage etwa hier:
- Nackel. Im Dorf Nackel hatten die Grafen von Lindow größeren Hausbesitz, der 1524 an den brandenburgischen Kurfürsten fiel. 1551[7] (oder schon 1543: Belehnung des Bertram von Pfuhl mit dem Rittersitz in Vichel) wurden die Orte Nackel und Vichel gegen das Dorf Heiligensee getauscht.
- Neukammer (siehe Ludwigsaue)
- Neulüdersdorf (Ortsteil der Stadt Gransee) (siehe Lüdersdorf)
- Neumühle (Wohnplatz im Ortsteil Alt Ruppin der Stadt Neuruppin). 1423 wird die newe Müle erstmals genannt. Um 1800 war es eine Großmühle mit sechs Gängen. 1860 war es eine Getreide-, Öl- und Walkmühle.
- Nietwerder (Dorf). Gericht, Patronat und ein größerer Teil der bäuerlichen Abgaben waren schon Hausbesitz der Grafen von Lindow-Ruppin und nachher Besitz des Amtes Alt Ruppin. Daneben hatten noch einige Adlige die Hebungen von einzelnen Bauern.
- Nietzmar. Das mittelalterliche Dorf war im 14./15. Jahrhundert wüst gefallen. 1525 wurde die Feldmark durch die Bauern von Kerzlin beackert. 1590 nutzen 15 Hüfner und 10 Kossäten je eine Drittelhufe auf der Feldmark Netzmar.
- Pfalzheim (Kolonie). 1747 wurde auf der zum Amt Alt Ruppin gehörenden wüsten Feldmark Wüsten-Rägelin acht Familien aus der Pfalz angesetzt, die je drei Hufen Land und zehn Morgen Wiese erhielten. 1764 hatten vier Familien aufgegeben und waren entwichen. Die vier Bauernstellen waren aber bereits wieder besetzt.
- Pfefferteich (Unter-Försterei). Bereits 1759 wurde die zum Amt Alt Ruppin gehörige Unterförsterei (Heideläuferei) erwähnt. Der heutige Wohnplatz () ohne besonderen Namen liegt auf der Gemarkung Frankendorf an der Grenze zur Gemarkung Storbeck; auf der anderen Seite der Gemarkungsgrenze liegt der Storbecker Wohnplatz Waisenkrug.
- Prezechel. Im Mittelalter war Prezechel ein Dorf, 1525 ist es eine wüste Feldmark. 1575 wurde die Feldmark vom Dorf Rägelin genutzt. 1654 war die Feldmark wieder völlig mit Holz bewachsen. Der Kalkbrenner von Braunsberg nutzte die Feldmark im 18. Jahrhundert zur Hütung. 1753 erhielten die acht Büdner von Binenwalde die Hütung auf der Feldmark.
- Protzen (Ortsteil der Gemeinde Fehrbellin). Hier hatten bereits die Grafen von Lindow geringen Besitz, der 1524 an das Amt Alt Ruppin überging. 1690, 1707 und 1710 wurden die Anteile an die von Quast verkauft.
- Rägelsdorf. Das mittelalterliche Dorf war im 14./15. Jahrhundert wüst gefallen. 1525 ist die wüste Feldmark belegt. 1525 hatte das Amt Alt Ruppin zunächst ein Viertel der Feldmark, ab 1590 die Hälfte der Feldmark. Die anderen drei Viertel bzw. die andere Hälfte war in Adelsbesitz. 1755 wurde ein Etablissement auf der adligen Hälfte der Feldmark errichtet. 1800 gab es hier eine Meierei. Später kam zum Adelsgut noch eine Holzwärterwohnung hinzu. 1840 war die gesamte Feldmark in Adelsbesitz.[3] 1900 standen in Rägelsdorf fünf Häuser. Heute ist Rägelsdorf ein Wohnplatz im Ortsteil Krangen der Stadt Neuruppin.
- Rauschendorf. Das mittelalterliche Dorf ging im 14./15. Jahrhundert unter. Schon um 1525 kam die wüste Feldmark in Adelsbesitz. 1542 ist darauf ein Adelswohnsitz bezeugt. Nach dem Dreißigjährigen Krieg entstand hier wieder ein Dorf.
- Reierholz, Theerofen. Existiert nicht mehr (lag westlich des Gemeindeteils Schlaborn der Stadt Rheinsberg etwa hier ). Der Teerofen gehörte ursprünglich zum Amt Lindow, ab 1764 zum Amt Zechlin. 1840 war er im Besitz des Amtes Alt Ruppin.[3]
- Rheinshagen (Wasser-, Mahl-, Walk- und Schneidemühle). Das mittelalterliche Dorf war Ende des Mittelalters wüst gefallen. 1530 ist es als wüste Feldmark bezeugt. Sie gehörte dem Kloster Lindow, und nach 1542 zum Amt Lindow. Die Feldmark wurde jedoch von Bauern von Krangen, Dierberg und Zechow genutzt. 1709 ist erstmals die Wassermühle erwähnt. Heute ist Rheinshagen ein bewohnter Gemeindeteil von Rheinsberg.
- Rönnebeck (Dorf). Das Dorf war im ausgehenden Mittelalter im Besitz des Klosters Lindow und ab 1542 des Amtes Lindow. 1764 mit Auflösung des Amtes Lindow kam Rönnebeck an das Amt Alt Ruppin.
- Rottstiel (Loh- und Schneidemühle). Das mittelalterliche Dorf wurde 1360/70 von den Leuten des Grafen von Lindow verwüstet und wahrscheinlich nicht mehr aufgebaut. 1525 ist Rottstiel als wüste Feldmark bezeugt. Einige Wiesen wurden von Bauern benachbarter Gemeinden genutzt. 1602 wurde die dortige Mühle genannt, die auch nach dem Dreißigjährigen Krieg wieder aufgebaut wurde. Das Dorf gehörte 1360/70 einem Ritter von Beer. Noch vor 1524 war die Feldmark in den Besitz der v. Gadow gekommen. 1651 verkauften die v. Gadow eine Hälfte an die Stadt Neuruppin, die andere Hälfte kam etwas später an das Amt Alt Ruppin.
- Rüthnick (Ruthenick). Der Ort gehörte dem Kloster Lindow, die Dienste und die Gerichte standen den Grafen von Lindow und Herren von Ruppin zu. Von 1542 bis 1656 gehörte es zum Amt Lindow und Amt Alt Ruppin, 1656 wurde es dem Amt Oranienburg zugeteilt. 1834 kam es wieder zum Amt Alt Ruppin.
- Schönberg (Dorf). Der Ort war Besitz des Klosters Lindow und ab 1542 des Amtes Lindow. Mit der Auflösung des Amtes Lindow 1764 gelangte er an das Amt Alt Ruppin.
- Schönermark. Zwei Drittel des Straßengerichts und des Patronats sowie das Gericht über den Schulzenhof, 12 Hüfner und ein Kossät gehörten schon zum Hausbesitz der Grafen von Lindow, und nach dem Übergang der Herrschaft Ruppin in den direkten Besitz der brandenburgischen Kurfürsten zum Amt Alt Ruppin. 1668 kam dieser Anteil an die von der Gröben.
- Schreymühle. (existiert nicht mehr; Lage: ). Ursprünglich ein mittelalterliches Dorf (Schrey), war 1428 nur noch die Mühle an der Temnitz vorhanden. Die Mühle gehörte 1478 zur Herrschaft Ruppin und ab 1524 zum Amt Alt Ruppin. 1654 wurde sie an die von Rohr in Leddin und Brunn verkauft.
- Schulzendorf (Dorf). Das mittelalterliche Dorf war im 14./15. Jahrhundert wüst gefallen. 1525 ist es als wüste Feldmark bezeugt. Sie gehörte damals zum Teil dem Amt Alt Ruppin. Andere Teile waren in Adelsbesitz. Diese Teile kamen 1576 und 1688 an das Amt. Ein Zweihufenhof gehörte 1525 dem Kloster Lindow und verblieb bis ins 19. Jahrhundert hinein beim Stift Lindow.
- Schwanow (Kolonie und Gut). Das mittelalterliche Dorf wurde im 14./15. Jahrhundert aufgegeben; ist 1525 als Wüstung bezeugt. Die Hälfte der Feldmark gehörte 1525 zum Amt Alt-Ruppin, die andere Hälfte war in Adelsbesitz, später bürgerlichen Besitz. 1753 wurde die Amtshälfte dem Albrecht Joachim Friedrich von Rohr auf Ganzer in Erbpacht gegeben.
- Seebeck (Dorf). Das Dorf gehörte dem Kloster Lindow und kam 1542 an das Amt Lindow, 1764 an das Amt Alt Ruppin.
- Segeletz. Die Herrschaft Ruppin bzw. das Amt Alt Ruppin hatte hier ursprünglich ein Viertel des Straßengerichts sowie der Bauernhöfe. Sie wurden schon 1537 an die Brandt von Münchhausen verkauft.
- Seilershof (1754: Seilershof olim Pfefferteich). 1754 erhielt Oberförster Seiler einen Erbzinskontrakt mit der Verpflichtung auf der dem Amt Alt Ruppin gehörenden wüsten Feldmark Wentow acht Büdner anzusetzen. Anscheinend gelang das Vorhaben nicht ganz oder zwei Büdner gaben später wieder auf, denn 1800 waren nur noch sechs Büdner in Seilershof ansässig.
- Steinberge (Kolonie und Steinberger Theerofen). Im Mittelalter stand hier ein Dorf, das 1525 als wüste Feldmark belegt ist. Es gehörte zum Hausbesitz der Grafen von Lindow-Ruppin. 1590 befand sich auf der Feldmark ein Tiergarten; einige Bauern aus Nachbargemeinden nutzten auf der Feldmark einige Wiesen. 1706 war dann ein Teerofen entstanden. 156 hatte sich neben dem Teerofen eine kleine Büdnerkolonie von vier Häusern etabliert.
- Stendenitz (Kolonie). Das mittelalterliche Dorf aus dem Hausbesitz der Grafen von Lindow war im 14./15. Jahrhundert wüst gefallen. 1525 ist es als wüste Feldmark bezeugt, die in den Besitz des Amtes Alt Ruppin überging. Bauern von Zermützel und Molchow bewirtschafteten einige Wiesen auf der Feldmark. 1755 wurden vier Taglöhnerfamilien mit 22 Personen auf der Feldmark angesetzt. 1826 kam eine Unterförsterei hinzu.
- Storbeck (Dorf). Das mittelalterliche Dorf war 1420 schon wüst. Das Dorf bzw. nachher die wüste Feldmark gehörte zum Hausbesitz der Grafen von Ruppin, später zum Amt Alt Ruppin. Die Feldmark wurde von Bürgern zu Ruppin genutzt. 1590 nutzte ein auf der Feldmark angelegtes Vorwerk fast die gesamte Feldmark. 1624 wird das Vorwerk als Schäferei bezeichnet. 1691 wurde das Vorwerk aufgehoben und 12 Schweizer Familien angesiedelt.
- Strubensee (Dorf). Das Dorf gehörte dem Kloster Lindow, später zum Amt Lindow. 1764 mit Auflösung des Amtes Lindow erhielt das Amt Alt Ruppin den Ort.
- Teschendorf. Schon vor 1551 hatten hier die von Redern einen Hof mit zwei Hufen erworben, der 1655 beim Verkauf der von Redernschen Güter an das Amt Oranienburg kam.[6] 1834 wurde dieser Besitzanteil an das Amt Alt Ruppin abgegeben.
- Tornow (Wohnplatz der Stadt Neuruppin). Das mittelalterliche Dorf war vor 1525 wüst gefallen. Zu diesem Zeitpunkt gehörte die Hälfte der Feldmark des wüsten Dorfes zum Amt Alt Ruppin, die andere Hälfte war in Adelsbesitz. 1581 erhielt das Amt die westliche Hälfte, die von Gadow die östliche Hälfte. 1590 nutzte das Vorwerk Linow die Feldmark als Schafweide. Einige Bauern aus Molchow hatten Wiesen auf der Feldmark. 1617 wurde die adlige Hälfte erneut geteilt, ein Viertel kam an die Stadt Neuruppin. 1817 war auf dem Viertel der Stadt Neuruppin ein Holzschlägerhaus entstanden, aus dem sich der heutige Wohnhaus entwickelte.
- Uhlenberg, Theerofen. 1699 stand auf der zum Amtsgebiet gehörenden wüsten Feldmark Wallitz ein Teerofen. Im Urmesstischblatt 2842 Flecken Zechlin von 1825 ist der Teerofen unmittelbar westlich von Wallwitz verzeichnet (heute Ausbau Wallitz 1 bis 4). Er ist nicht identisch mit dem Wohnplatz Uhlenberge im Ortsteil Zühlen der Stadt Rheinsberg. 1687 wurden sechs französische Familien auf der Feldmark Wallitz angesiedelt, die das heutige Dorf wieder begründeten.
- Tramnitz. Die Besitzgeschichte ist nur lückenhaft dokumentiert. Der Ort gehört zur Herrschaft Wusterhausen bzw. Land Wusterhausen der Herren von Plotho. 1238 erhielt das Kloster Dünamünde den Ort. Anfang des 14. Jahrhunderts war Tramnitz im Besitz des Klosters Stolpe in Pommern. 1438 war der Ort Zubehör zur Burg Fretzdorf. Die Hälfte des Dorfes muss noch in den Besitz der Grafen von Lindow gekommen sein, denn 1525 gehörte eine Hälfte des Ortes zum Amt Alt Ruppin. 1540 wurde diese Hälfte an die von Rohr verkauft, die die andere Hälfte bereits besaßen.
- Uhlenberg (in Wallitz aufgegangen). Nach dem Urmesstischblatt 2842 Flecken Zechlin von 1825 lag der Teerofen etwas abgesetzt am westlichen Rand des Ortskerns von Wallitz (heute Ausbau Wallitz). Der Teerofen ging nach 1860 ein. Er gehörte bis 1844 zum Amt Alt Ruppin und wurde in diesem Jahr zum Amt Zechlin überwiesen.
- Vichel. Im Dorf Vichel hatten die Grafen von Lindow größeren Hausbesitz, der 1524 an den brandenburgischen Kurfürsten fiel. 1551[7] (oder schon 1543: Belehnung des Bertram von Pfuhl mit dem Rittersitz in Vichel) wurden die Orte Nackel und Vichel gegen das Dorf Heiligensee getauscht.
- Vielitz (Dorf). Das Dorf gehörte dem Kloster Lindow und kam über das Amt Lindow 1764 zum Amt Alt Ruppin.
- Wahlendorf. 1753 war auf dem Areal des zum Amt Alt Ruppin gehörenden Vorwerkes Woltersdorf ein Erbzinsgut und eine Kolonie angelegt worden.
- Waisenkrug (Etablissement), auch Waisenhof. Der Waisenkrug bzw. Waisenhof ist bereits im Urmesstischblatt 3242 von 1825 verzeichnet. Er zinste der Amt Alt Ruppin. Er ist heute ein Wohnplatz in der Gemeinde Storbeck-Frankendorf.
- Walchow (Dorf mit Walchowscher Krug). Die Grafen von Lindow-Ruppin hatten im Dorf Walchow nur noch einen geringen Besitzanteil, der 1525 in das Amt Alt Ruppin einging. Der restliche Teil war in Adelsbesitz, der bis zur Mitte des 17. Jahrhunderts an das Amt kam, sodass das Amt letztendlich bis im Vollbesitz des Dorfes war.
- Wallitz. Das im Zuge der deutschen Ostsiedlung angelegte Dorf fiel im 14./15. Jahrhundert wüst. 1525 wird der Ort als wüste Feldmark bezeichnet. Sie war damals im Besitz des Amtes Alt Ruppin. 1575 wurde die Feldmark von Bauern benachbarter Dörfer genutzt. Nach dem Dreißigjährigen Krieg war sie völlig bewachsen. Auf einem Teil der Feldmark entstand bis 1709 der Teerofen Uhlenberg. Auf dem größeren Teil wurden 1687 sechs französische Familien angesiedelt, die den Ort wieder begründeten. 1764 wurde der Ort an das Amt Zechlin übertragen.
- Warenthin
- Weitzke. Das mittelalterliche Dorf war schon im 14./15. Jahrhundert verschwunden; 1525 ist seine Feldmark als wüst dokumentiert. Sie gehörte zum Amt Alt Ruppin. 1590 war die Feldmark größtenteils mit Holz bewachsen, es gab aber auch noch einige Äcker. So nutzte der Richter von Gransee, ein Bauer in Schönermark und fünf Bauern zu Woltersdorf Äcker auf der Feldmark des wüsten Dorfes. Einige Wiesen waren ebenfalls vorhanden und wurden gemäht. Nach dem Dreißigjährigen Krieg war die Feldmark völlig verwachsen. Die Feldmark wurde später nicht mehr besiedelt.
- Wentow. Wentow war im Mittelalter ein Dorf, das wohl im 14./15. Jahrhundert wüst fiel. Auf der zum Amt Alt Ruppin gehörenden Feldmark entstand im 18. Jahrhundert Seilershof. 1818 wurde am Großen Wentowsee ein Etablissement angelegt, das den alten Namen Wentow erhielt und aus dem sich der heutige Ortsteil Wentow der Stadt Gransee entwickelte.
- Wildberg (Dorf und Gut). Die Stadt Wildberg mit Schloss, Haus und Vorwerk mit sechs Hufen gehörte schon zum Hausbesitz der Grafen von Lindow-Ruppin, später des Amtes Alt Ruppin. Daneben hatten adlige Familien einen beträchtlichen Anteil an den Abgaben.
- Wolfsruh (siehe Königstädt)
- Woltersdorf (Kl. Woltersdorf, Vorwerk und Erbpachtsgut). Das mittelalterliche Dorf war im 14./15. Jahrhundert wüst gefallen; 1478 ist die wüste Feldmark Woltersdorf bezeugt. Hier gehörte die Hälfte der Feldmark zum Amt Alt Ruppin, die andere Hälfte war in Adelsbesitz (Gut Wahlendorf). 1753 wurde die Amtshälfte an den Besitzer des Gutes Wahlendorf in Erbpacht gegeben.
- Woltersdorfbaum (Woltersdorfer Baum, Etablissement). 1752 entstand auf der wüsten Feldmark Woltersdorf der Anbau des Soldaten Doßmann. Es gehörte als Erbzinsgut zum Gut Wahlendorf.
- Wüsten Rägelin (Etablissement). Existiert nicht mehr (lag etwa 1,2 Kilometer nordöstlich von Pfalzheim hier ). 1238 lag hier ein Dorf mit 30 Hufen. 1319/1324 gab es das Dorf noch, danach ist es wüst gefallen. 1706 stand hier der Teerofen des J. Fielitz. 1711 würden die Feldmark in 22 Kaveln eingeteilt und gegen Pacht ausgetan. Um 1787 wurden hier vier Büdnerfamilien angesiedelt. Das Dorf gehörte 1238 dem Kloster Dünamünde, das im nahe gelegenen Dünamünde einen Klosterhof hatte. Anfang des 14. Jahrhunderts wurde der Klosterhof aufgegeben und das Gebiet an den Bischof von Havelberg verkauft. 1571 gehörte die Feldmark den v. d. Gröben zu Dabergotz, die die Feldmark 1668 an das Amt Alt Ruppin verkauften.
- Wulkow (Ortsteil von Wusterhausen/Dosse). Das Amt Alt Ruppin hatte hier die Hälfte des Straßengerichts und das halbe Patronat sowie mehrere Bauern und Kossäten. Das Rittergut und die andere Hälfte des Gerichts und des Patronats war in Adelsbesitz. 1763 wurden die Amtshälfte erbpachtweise dem Kreiseinnehmer Lietzmann überlassen.
- Wuthenow (Dorf). Das Dorf gehörte zum Hausbesitz der Grafen von Lindow-Ruppin und damit später zum Amt Alt Ruppin. Hebungen der Bauern gingen 1525 aber auch an die Gräfin von Ruppin, an einen Altar in der Pfarrkirche in Neuruppin, an verschiedene Bürger von Neuruppin, an die Schöffen und an den Pfarrer von Neuruppin.
- Zechow (1817: Dorf) (heute ein Ortsteil der Stadt Rheinsberg). Der Ort gehörte dem Kloster Lindow und kam nach dessen Säkularisation an das Amt Lindow. 1764 wurde der Ort dem Amt Zechlin zugeteilt, 1846 dem Amt Alt Ruppin.
- Zermützel (Gemeindeteil von Krangen, einem Ortsteil der Stadt Neuruppin). Zermützel gehörte schon 1490 den Grafen von Lindow, ab 1524 zum Amt Alt Ruppin. 1660 ging der Ort an den Amtskastner Krüger.
- Ziegelsdorf. Der mittelalterliche Ort fiel im 14./15. Jahrhundert wüst. 1590 hatte ein Bauer zu Alt Ruppin und ein Bauer in Katerbow etliche Ackerstücke auf der Feldmark Ziegelsdorf. Die Feldmark wurde von den Schäfereien des Vorwerks Alt Ruppin und des Vorwerks Storbeck als Schafweide genutzt. Nach dem Dreißigjährigen Krieg war die Feldmark völlig bewachsen. Die Feldmark Ziegelsdorf ging in der Feldmark Frankendorf auf.
- Zippelsförde (Forsthaus, Etablissement, Mahl-, Schneide- und Walkmühle). Der Ort war im Mittelalter ein Dorf, das dem Kloster Lindow gehörte. Es fiel im 14./15. Jahrhundert wüst. 1513 wurde dort eine Wassermühle neu erbaut, die 1525 zum Amt Alt Ruppin gehörte. 1759 war die Wassermühle eine Walkmühle der Tuchmacher- und Weißgerbergilde zu Neuruppin. Außerdem war eine Unterförsterei entstanden. 1764 ging der Ort an das Amt Alt Ruppin über. 1860 gab es eine Fabrik (Maschinenspinnerei) und eine Kolonie.
- Zühlen (1817: Dorf und Oberförsterei) (heute ein Ortsteil der Stadt Rheinsberg). Der Ort gehörte dem Kloster Lindow und kam bei dessen Säkularisation 1542 an das Amt Lindow. 1764 wurde er dem Amt Zechlin zugeordnet. Mitte des 18. Jahrhunderts entstand im Ort eine Oberförsterei, die aber zum Amt Alt-Ruppin gehörte.

Der Amtssitz war im Amtshaus Friedrich-Engels-Straße 33a. 1823 wurde das Amt Alt-Ruppin auf sechs Jahre verpachtet 1839 wurde das Amt Alt Ruppin unter den Rent-Ämtern geführt 1872/4 wurde das (Rent-)Amt Alt Ruppin aufgelöst.

## Amtleute und Pächter
- um 1620 Christian von Bellin, Hauptmann
- 1648 Dietrich Krüger[10]
- 1659 Carl Dietrich Krüger, nach dessen Tod seine Witwe[10]
- 1700 Carl August Schwartzenberger, Pächter[10]
- 1723 Johann Christian Winkler, Pächter[10]
- 1751 Schmidt, Pächter[10]
- 1770 Sohn des Schmidt[10]
- 1775 Johann Gottfried Schmid, Amtskastner[11]
- 1779 Honig, Oberamtmann, Pächter[10]
- 1783 Johann Friedrich Bütow, Oberamtmann[10]
- 1798 Bütow, Oberamtmann[12]
- 1824 Bütow, Oberamtmann[13]
- 1836 Oberamtsrat Krüger[9]
- 1839 v. Schmidt[9]
- 1846 v. Schmidt[14]
- 1851 v. Schmidt[15]
- 1858 v. Schmidt[16]
- 1865 v. Schmidt[17]
- 1868 v. Schmidt[18]